# Andrzej Wildau
Andrzej Wildau von Lindenwiese, Andrys Wilda (ur. 28 listopada 1612, zm. 1686) – burmistrz Cieszyna.
19 września 1639 roku został przyjęty w poczet mieszczan cieszyńskich.
Podczas wojny trzydziestoletniej uratował Cieszyn przed spaleniem oraz dokonywał zakupów na rzecz armii cesarskiej we Wrocławiu.
Po 1648 roku był asesorem rady miejskiej w Cieszynie. W latach 1652–1654 był burmistrzem Cieszyna.
W 1654 wydał własnym sumptem w Trenczynie czeski ewangelicki modlitewnik Jerzego Joannidesa Frydeckiego starszego Modlitby Křestianské (Modlitwy chrześcijańskie). Był protestantem, ale później przeszedł na katolicyzm, co zdecydowanie przyspieszyło jego karierę. 
W 1659 roku zwrócił się do cesarza Leopolda I, będącego zarazem księciem cieszyńskim, o zwolnienie domu z obowiązku kwaterunku. Cesarz przychylił się do jego prośby w 1662 roku.
5 marca 1661 roku został podniesiony do stanu szlacheckiego.
Żonaty z Zuzanną, wdową po Michale Wernerze. Miał syna Franciszka Alberta, który do 1736 roku był właścicielem Gnojnika.